# László Morcz
László Morcz (* 4. April 1956 in Budapest) ist ein ehemaliger ungarischer Radrennfahrer.

## Sportliche Laufbahn
Morcz war Bahnradfahrer und Teilnehmer der Olympischen Sommerspiele 1980 in Moskau. Er bestritt den Sprint und schied beim Sieg von Lutz Heßlich in der Vorrunde aus.
Bei der nationalen Meisterschaft im Sprint belegte er 1977 bis 1979 jeweils den 3. Platz. 1979 wurde er Vize-Meister in der Einerverfolgung hinter István Zaka. 1975 wurde er Dritter der nationalen Meisterschaft im Tandemrennen mit Kovacs.